# Vera Koedooder
Divera Maria „Vera“ Koedooder (* 31. Oktober 1983 in Hoorn) ist eine ehemalige niederländische Radsportlerin, die sowohl auf der Bahn wie auch auf der Straße aktiv war.

## Sportliche Laufbahn
Vera Koedooder stammt aus einer radsportbegeisterten Familie, schon als Kind eiferte sie ihrem 14 Jahre älteren Bruder Jos nach. Im Jahre 2000 wurde sie Junioren-Weltmeisterin im Punktefahren, im Jahr darauf in der Einerverfolgung. Seitdem errang sie mehrfach nationale Titel und Podiumsplätze auf der Bahn, im Punktefahren und der Einerverfolgung sowie auf der Straße. 2002 wurde sie U23-Europameisterin im Punktefahren und belegte vordere Plätze bei Weltcuprennen. Zudem gewann Koedooder den Frauenwettbewerb beim Sechstagerennen von Rotterdam 2009. Zuletzt wurde sie Anfang 2010 Niederländische Meisterin im Omnium. 

### Olympische Sommerspiele 2012
2012 startete sie ben Olympischen Spielen in London und wurde mit dem niederländischen Team (Amy Pieters, Ellen van Dijk und Kirsten Wild) Sechste in der Mannschaftsverfolgung.
Auf der Straße konnte Vera Koedooder zahlreiche Siege für sich verbuchen, so 2003 und 2008 bei der Acht van Chaam, 2008 und 2010 beim  Omloop door Middag-Humsterland sowie 2005 bei der Flevotour. 
2013 entschied sie den Grand Prix de Dottignies, den Omloop van Borsele sowie eine Etappe der Tour de Bretagne für sich. 2014 gewann sie eine Etappe der Energiewacht Tour. 2016 beendete sie ihre Radsportlaufbahn.

## Nach dem Sport
2016 begann Vera Koedooder ein Master-Studium in Sportmanagement am Johan Cruyff Institute in Amsterdam, das sie 2017 abschloss. Zudem engagierte sie sich in verschiedenen Kommissionen in niederländischen Sportverbänden. 
So wurde sie im Februar 2018 Vorsitzende der von ihr initiierten Alumnivereinigung des niederländischen Radsportverbandes KNWU für ehemalige Rennfahrerinnen und Rennfahrer. Im Januar 2018 gründete sie ihr eigenes Unternehmen Koerage Cycling Concepts.

## Erfolge

### Bahn
2000
- Junioren-Weltmeisterin – Punktefahren

2001
- Junioren-Weltmeisterin – Einerverfolgung

2002
- U23-Europameisterin – Punktefahren
- U23-Europameisterin – Einerverfolgung
- U23-Europameisterschaft – Scratch

2003
- U23-Europameisterin – Einerverfolgung

2004
- U23-Europameisterin – Einerverfolgung

2006
- Niederländische Meisterin – Einerverfolgung

2008
- Niederländische Meisterin – Punktefahren

2010
- Niederländische Meisterin – Omnium

### Straße
2000
- Niederländische Junioren-Meisterin – Einzelzeitfahren

2001
- Niederländische Junioren-Meisterin – Straßenrennen, Einzelzeitfahren

2002
- U23-Europameisterschaft – Einzelzeitfahren

2003
- Acht van Chaam
- U23-Europameisterschaft – Straßenrennen

2008
- Acht van Chaam
- Omloop door Middag-Humsterland

2010
- Omloop door Middag-Humsterland

2013
- Grand Prix de Dottignies
- Omloop van Borsele
- eine Etappe Tour de Bretagne

2014
- eine Etappe Energiewacht Tour